# Kumiko Ōsugi
Kumiko Ōsugi (Nombre en japonés:大杉久美子) (Tokio, Japón, 10 de julio de 1951) es una cantante de J-pop japonesa. Es conocida por ser la cantante original de la canción de opertura de Doraemon, Doraemon no Uta.

## Biografía
Kumiko Ōsugi nació en Tokio, Japón el 10 de julio de 1951.  En 1964 grabó una canción con Crown Records usando el seudónimo Momoko Shibayama (柴山 モ モ コ Shibayama Momoko). La primera canción que se estrenó bajo su nombre real fue Attack No. 1 (ア タ ッ ク No.1 Atakku Nanbā Wan), el tema de apertura para el anime Attack No. 1. Ella continuó para realizar canciones de opertura para muchos otros anime, incluyendo Doraemon, Raqueta de oro, Rascal, el mapache, El perro de Flandes, y El mago de Oz.
Ella es referida por los fanes y la prensa japonesa como "reina de la canción del Anime" y se considera una de "cuatro reyes y reinas divinos de Anison", junto con Ichiro Mizuki, Isao Sasaki, y Mitsuko Horie.

El tema de apertura de Heidi, a menudo se atribuye erróneamente a Ōsugi. En realidad fue interpretado por Kayo Ishū : 伊 集 加 代, un cantante de estudio. Sin embargo, Ōsugi realizó el tema de cierre de la serie.
Recibió el premio "Honorario" en la ceremonia de los Tokyo Anime Awards en su edición de 2018 por su labor como cantante.

## Banda sonora
| Año  | Serie                                                           | Canción                                            |
| ---- | --------------------------------------------------------------- | -------------------------------------------------- |
| 2014 | Doraemon Nobita's Great Demon                                   | Doraemon no Uta                                    |
| 1986 | El mago de Oz                                                   | Mahou no Crayon                                    |
| 1985 | Nobita no uchû shô-sensô                                        | Doraemon no Uta                                    |
| 1984 | Doraemon Nobita's Great Adventure in the World of Magic (movie) | Doraemon no Uta                                    |
| 1983 | Mīmu Iro Iro Yume no Tabi                                       | Chiisai Kawa no Uta                                |
| 1980 | Moero Āsā Hakuba no Ōji                                         | Tabisurya tomodachi                                |
| 1979 | Doraemon                                                        | Doraemon no Uta                                    |
| 1979 | La ballena Josefina                                             | Kujira no Josephina y Sayonara Santy               |
| 1979 | Koraru no Tanken                                                | Yume miru Coral                                    |
| 1978 | Jet Marte                                                       | Shounen Mars                                       |
| 1978 | Tômei Dori-chan                                                 | Toumei Dori-chan y Yume no Kuni no Ôjo-sama        |
| 1978 | Perrine Monogatari                                              | Perrine Monogatari y Kimagure Baron                |
| 1978 | World's Famous Stories for Children: Thumb Princess             | Always in a dream                                  |
| 1977 | Rascal, el mapache                                              | Rokku Ribâ e                                       |
| 1977 | El bosque de Tallac                                             | Oki-na kuma-ni nattara y Ron to Jackie             |
| 1976 | Marco                                                           | Sōgen no Marco y Kaasan Ohayō                      |
| 1976 | The Adventures of Pinocchio                                     | Boku wa Piccolino y Olive no Kokage                |
| 1976 | Paul's Miraculous Adventure                                     | Paul's Adventure y Occult Hammer's Song            |
| 1976 | Shin Don Chuck Monogatari                                       | Canción de opertura                                |
| 1975 | El perro de Flandes                                             | Yoake no michi y Doko made mo arukô ne             |
| 1975 | Hans Christian Anderson's The Little Mermaid                    | Canción de opertura                                |
| 1975 | Laura, the Prairie Girl                                         | Sougen no Shojo Laura y Laura no Komoriuta         |
| 1974 | Heidi                                                           | Mattete Goran                                      |
| 1973 | Mirakuru shôjo Rimitto-chan                                     | Shiawase Wo Yobu Limit-chan y Senshi na Limit-chan |
| 1973 | Raqueta de oro                                                  | Ace wo Nerae! y Shiroi Tennis Court                |
| 1973 | Miracle Girl Limit-chan                                         | Shiawase wo yobu Limit-chan y SENCHI na Limit-chan |
| 1969 | Attack No. 1                                                    | Canción de opertura 2                              |

## Filmografía como actriz
- Anime-chan